# Rimvydas Petrauskas
Rimvydas Petrauskas (urodzony 21 października 1972 w Wilnie) – litewski historyk, profesor, wieloletni dziekan Wydziału Historii Uniwersytetu Wileńskiego, od 2020 rektor Uniwersytetu Wileńskiego. Obszar zainteresowań naukowych: historia polityczna i społeczna Wielkiego Księstwa Litewskiego w XIII-XVI w., recepcja średniowiecza we współczesnym społeczeństwie. 

## Życiorys
W 1990 ukończył gimnazjum nr 44 (Vilniaus Senvagės gimnazija) w Wilnie. W latach 1990–1997 studiował na Wydziale Historycznym Uniwersytetu Wileńskiego. Od 1998 zatrudniony w Zakładzie Historii Starożytności i Średniowiecza tego wydziału. Studiował i odbył staż naukowy na uniwersytetach w Bazylei, Wolnym Uniwersytecie Berlińskim, Greifswaldzie, Krakowie oraz w Instytucie Herdera w Marburgu. 16 listopada 2001 na Uniwersytecie Wileńskim obronił pracę doktorską „Litewska arystokracja w końcu XIV wieku: skład-struktura-władza".
Od 2007 kierownik Katedry Historii Starożytności i Średniowiecza na Wydziale Historycznym Uniwersytetu Wileńskiego. Od 2010 profesor. W 2012 wybrany na stanowisko dziekana wydziału, które sprawował do 2020. 22 stycznia 2020 wybrany przez Radę Naukową Uniwersytetu Wileńskiego na stanowisko rektora spośród sześciorga kandydatów. Przysięgę rektorską złożył 1 kwietnia 2020.
W 2021 został członkiem korespondentem Towarzystwa Naukowego Warszawskiego.

## Działalność naukowa i społeczna
- Od 2017 – Członek Zarządu Litewskiej Rady Nauki, w latach 2018-2020 - Prezes Zarządu[4]
- Od 2016 – Członek zwyczajny Litewskiej Akademii Nauk[5]
- W latach 2009–2015 – przewodniczący Grupy Wdrażającej Program Rozwoju Lituanistyki[6]
- 2013-2017 – Członek Litewskiej Rady Szkolnictwa Wyższego
- 2008-2013 – Członek Litewskiej Rady Nauki
- 2006-2010 – Członek Rady Naukowej Uniwersytetu Wileńskiego
- 2010-2014 – Członek Senatu Uniwersytetu Wileńskiego
- Od 2009 – Członek Rady Naukowej Instytutu Historii Litwy, wiceprzewodniczący Rady
- 2008-2016 – Członek Rady Naukowej Niemieckiego Instytutu Historycznego w Warszawie
- Od 2012 – Członek Międzynarodowej Komisji Historycznej do Badań nad Zakonem Niemieckim (Internationale Historische Kommission zur Erforschung des Deutschen Ordens)
- Członek kolegium redakcyjnego czasopism naukowych: „Rocznik Historii Litwy” (od 2006), „Istorijos šaltinių tyrimai” (od 2008), „Ukraina Lithuanica: студiї з iсторiї Великого князiства Литовського” (od 2009), „Lietuvos istorijos studijos” (od 2013), „Rocznik Lituanistyczny” (od 2015 ), „Studies in modern and contemporary history” (od 2014), „Studia Źródłoznawcze. Commentationes ”(od 2016). Przewodniczący kolegium redakcyjnego serii publikacji naukowych Uniwersytetu Wileńskiego „Fontes et studia historiae universitatis Vilnensis” (od 2015).
- Prezentacje na konferencjach międzynarodowych w Niemczech, Austrii, Czechach, Polsce, Rosji, Białorusi, Ukrainie, Gruzji.

## Ważniejsze projekty naukowe
- 2017-2022 projekt naukowy „Epoka jagiellońska i jej dziedzictwo w I Rzeczypospolitej do 1795 r.” (uczestnik projektu, Grant Narodowego Programu Rozwoju Humanistyki, Polskie Towarzystwo Historyczne)
- 2017-2019 projekt badawczy „Studium w sprawie polityki Wielkiego Księstwa Litewskiego wobec unii mielnickiej w okresie 1499-1501/1506” (uczestnik projektu, Narodowe Centrum Nauki, Polska Akademia Nauk).
- „Documents of the Peace of Brest (1435): Research and Critical Edition (2014-2017, uczestnik projektu, Narodowe Centrum Nauki, Uniwersytet Mikołaja Kopernika w Toruniu)
- „Konfrontacje polityczne, etniczne i wyznaniowe na Litwie w XIII-XV wieku”, lit. „Politinės, etninės ir konfesinės konfrontacijos Lietuvoje XIII-XV a.“ (2006, kierownik projektu, Litewska Państwowy Fundusz ds. Nauki i Studiów)
- „Struktury państwowe w XIII-XV wieku na Litwie”, lit. „Valstybinės struktūros XIII-XV a. Lietuvoje“ (2005, Departament Nauki i Studiów Ministerstwa Edukacji i Nauki Republiki Litewskiej, Stypendium Młodego Naukowca).

## Odznaczenia i nagrody
- 2019 Krzyż Kawalerski Orderu Zasługi Rzeczypospolitej Polskiej za wybitne zasługi w rozwoju polsko-litewskiej współpracy kulturalnej[7][8]
- 2018 Krzyż Kawalerski Orderu Wielkiego Księcia Giedymina za zasługi w nauce o historii i jej popularyzacji[9]
- 2019 Litewska Nagroda Naukowa[10]
- 2013 Litewska "Nagroda Patriotów" za książkę "Kto wygrał bitwę pod Grunwaldem? Dzielenie się dziedzictwem historycznym w Europie Środkowej i Wschodniej" (V., 2012, z D. Mačiulisem i D. Staliūnasem)[11]
- 2003, 2009, 2019 Nagrody Rektora Uniwersytetu Wileńskiego za prace naukowe[12]